# Bryony Page
Pour les articles homonymes, voir Page.
Bryony Page est une trampoliniste britannique née le 10 décembre 1990 à Crewe.

## Carrière
Au début de sa carrière, elle souffre de yips.
Elle a remporté la médaille d'argent du concours féminin aux Jeux olympiques d'été de 2016 à Rio de Janeiro.
Elle remporte le bronze aux Jeux de Tokyo en 2021.
Aux épreuves de trampoline aux Jeux olympiques d'été de 2024, elle remporte l'or après avoir été cinquième des qualifications. Elle est également doublement championne d'Europe et du monde.
Elle affirme vouloir intégrer le Cirque du Soleil, idéalement avec un contrat temporaire qui lui permette de participer à l'olympiade de 2028.

## Palmarès

### Jeux olympiques
- Paris 2024
  -  Médaille d'or en individuel.

- Tokyo 2021
  -  Médaille de bronze en individuel.
- Rio de Janeiro 2016
  -  Médaille d'argent en individuel.

### Championnats du monde
- Birmingham 2023
  -  médaille d'or en individuel.
  -  médaille de bronze en synchronisé.
  -  médaille de bronze par équipe mixte.
- Sofia 2022
  -  médaille d'or par équipe mixte.
  -  médaille d'argent en individuel.
  -  médaille d'argent par équipe.
- Bakou 2021
  -  médaille d'or en individuel.
  -  médaille de bronze par équipe.
- Tokyo 2019
  -  médaille d'argent par équipe.
- Sofia 2013
  -  médaille d'or par équipe.

### Championnats d'Europe
- Guimarães 2024
  -  médaille d'or en individuel.
  -  médaille d'or en synchro.
- Rimini 2022
  -  médaille d'or en individuel.
  -  médaille d'or en synchro.